# Primorsk (Zaporiyia)
Primorsk (en ucraniano: Приморськ, romanizado: Prymorsk; en ruso: Приморск) es una ciudad ucraniana perteneciente al óblast de Zaporiyia. Situada en el sur del país, forma parte del raión de Berdiansk y centro del municipio (hromada) de Primorsk.
La ciudad está ocupada por Rusia desde el 26 de febrero de 2022 en el marco de la invasión rusa de Ucrania de 2022.

## Geografía
Primorsk se encuentra a orillas del río Obitichna y a tres kilómetros del mar de Azov, 180 km al sureste de Zaporiyia. 

## Historia
La ciudad fue fundada en 1800 y recibió el nombre de Obitochne (en ucraniano: Обіточне). En 1817 se inició la construcción de un puerto en la desembocadura del río Obitichna en nombre del gobernador general de Nueva Rusia, el duque de Richelieu. Cuando se descubrió que la ubicación del puerto estaba mal elegida, se detuvo el trabajo y se construyó el puerto en Berdiansk. La iglesia de la Trinidad fue construida en 1813 para celebrar la victoria sobre Napoleón en su campaña rusa en 1812. En 1821, el pueblo pasó a llamarse Nogaisk (en ucraniano: Ногайськ) en honor al pueblo túrquico de los nogayos que vivieron aquí hasta el siglo XIX y llevó este nombre hasta 1964, cuando recibió su nombre actual. 
Primorsk fue un asentamiento en la gobernación de Táurida del Imperio ruso. En 1896 el pueblo recibió el estatus de ciudad, pero este fue revocado después de la Revolución de Octubre, pero en 1938 se le dio nuevamente el estatus de asentamiento de tipo urbano. En el Holodomor (1932-1933) murieron al menos 266 vecinos de la ciudad.
Durante la Segunda Guerra Mundial, el sitio fue ocupado por la Wehrmacht el 6 de octubre de 1941 y liberado por el Ejército Rojo el 18 de septiembre de 1943. En 1940, se encontró un esqueleto de mamut cerca de la ciudad, pero fue transportado a Alemania durante la Segunda Guerra Mundial. Se recuperó después de la guerra y ahora se exhibe en el Museo zoológico de San Petersburgo.
Después de que Primorsk perdiera temporalmente el estatus de ciudad, lo recibió nuevamente en 1967.
Hasta el 18 de julio de 2020, Primorsk fue el centro del raión de Primorsk. El raión fue abolido en julio de 2020 como parte de la reforma administrativa de Ucrania, que redujo el número de raiones del óblast de Zaporiyia a cinco. El territorio del raión de Primorsk se fusionó con el raión de Berdiansk.
La ciudad fue tomada por el ejército ruso en marzo de 2022 al comienzo de la invasión rusa de Ucrania. Pequeñas manifestaciones estallaron durante los primeros días denunciando la presencia rusa. 

## Demografía
La evolución de la población de Primorsk entre 1835 y 2022 fue la siguiente:
| 2927                                                          | 3248 | 3963 | 3849 | 4522 | 8500 | 9634 | 9996 | 12 380 | 13 965 | 12 973 | 12 194 | 11 679 | 11 157 |
| (Fuente: Cities & Towns of Ukraine y UKRAINE: Größere Städte) |      |      |      |      |      |      |      |        |        |        |        |        |        |

Según el censo de 2001, el 61,3% de la población son ucranianos, el 28,1% son rusos, 8,3% son búlgaros y el resto de minorías son principalmente bielorrusos. En cuanto al idioma, la lengua materna de la mayoría de los habitantes, el 73,38%, es el ruso; del 5,46% es el ucraniano; y del 1,32%, el búlgaro.

## Economía
Primorsk es actualmente una pequeña ciudad turística, que cuenta con sanatorios, pueblos de vacaciones y otros alojamientos a lo largo del mar de Azov y alberga a muchos veraneantes. En 2019, se construyó el parque eólico Primorskaya en la costa este de la ciudad.

## Infraestructura

### Arquitectura, monumentos y lugares de interés
Además, en la ciudad se han conservado varios edificios del siglo XIX como la iglesia de la Trinidad, el edificio del Liceo Ucraniano-Búlgaro o el museo de historia local, en cuyo territorio hay 8 figuras de piedra de mujeres polovtsianas.

### Transporte
La ciudad de Primorsk se encuentra en la carretera nacional M-14 (E 58), a través de la cual se puede llegar a Melitópol y a Berdiansk. No hay ferrocarril en la ciudad y la estación de tren más cercana se encuentra en Elizavetivka (32 km) en la línea Berdiansk-Tokmak.

## Personas ilustres
- Opanas Slastion (1855-1933): artista gráfico, pintor y etnógrafo ucraniano.

## Galería

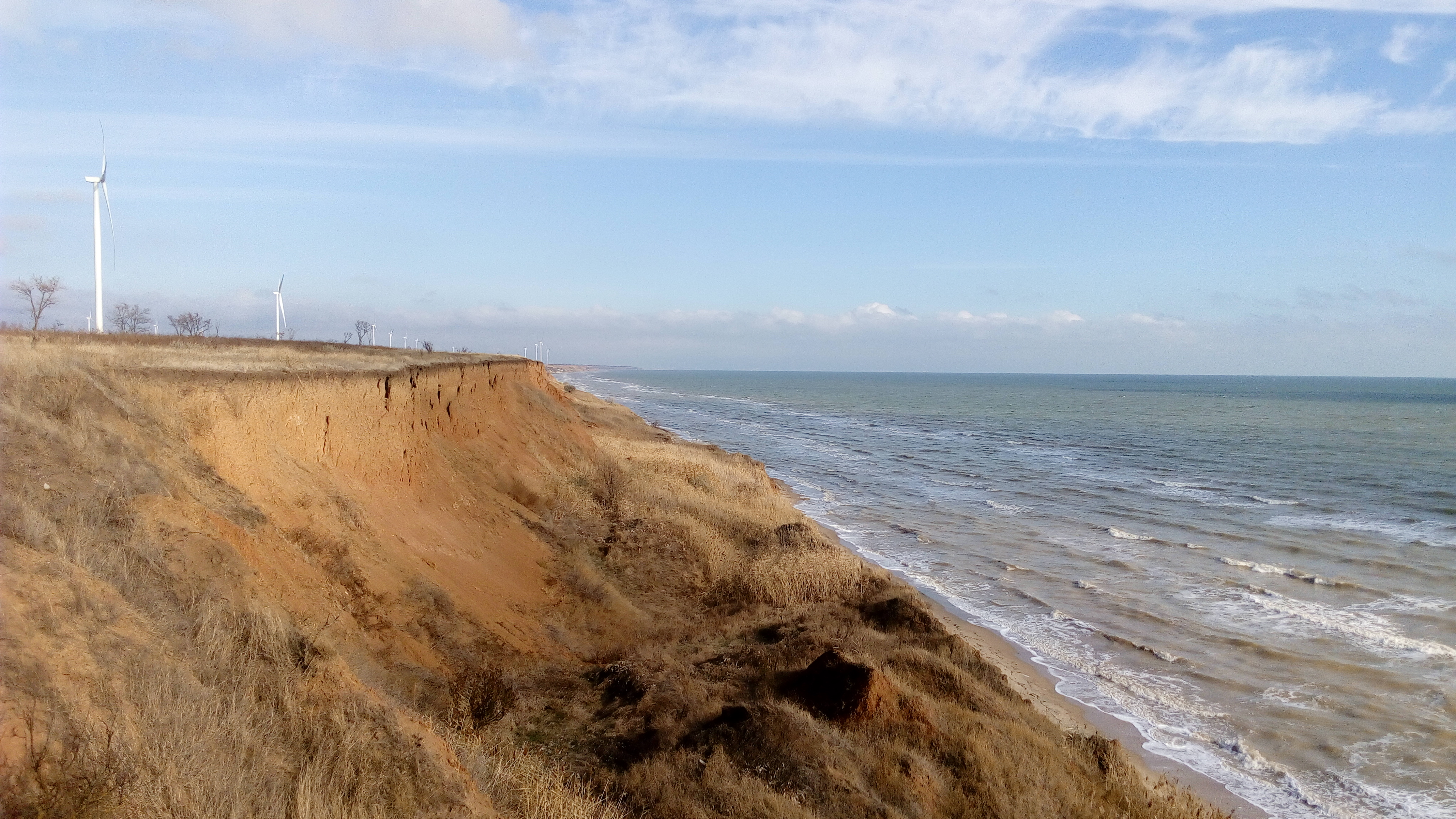
Costa cerca de Primorsk
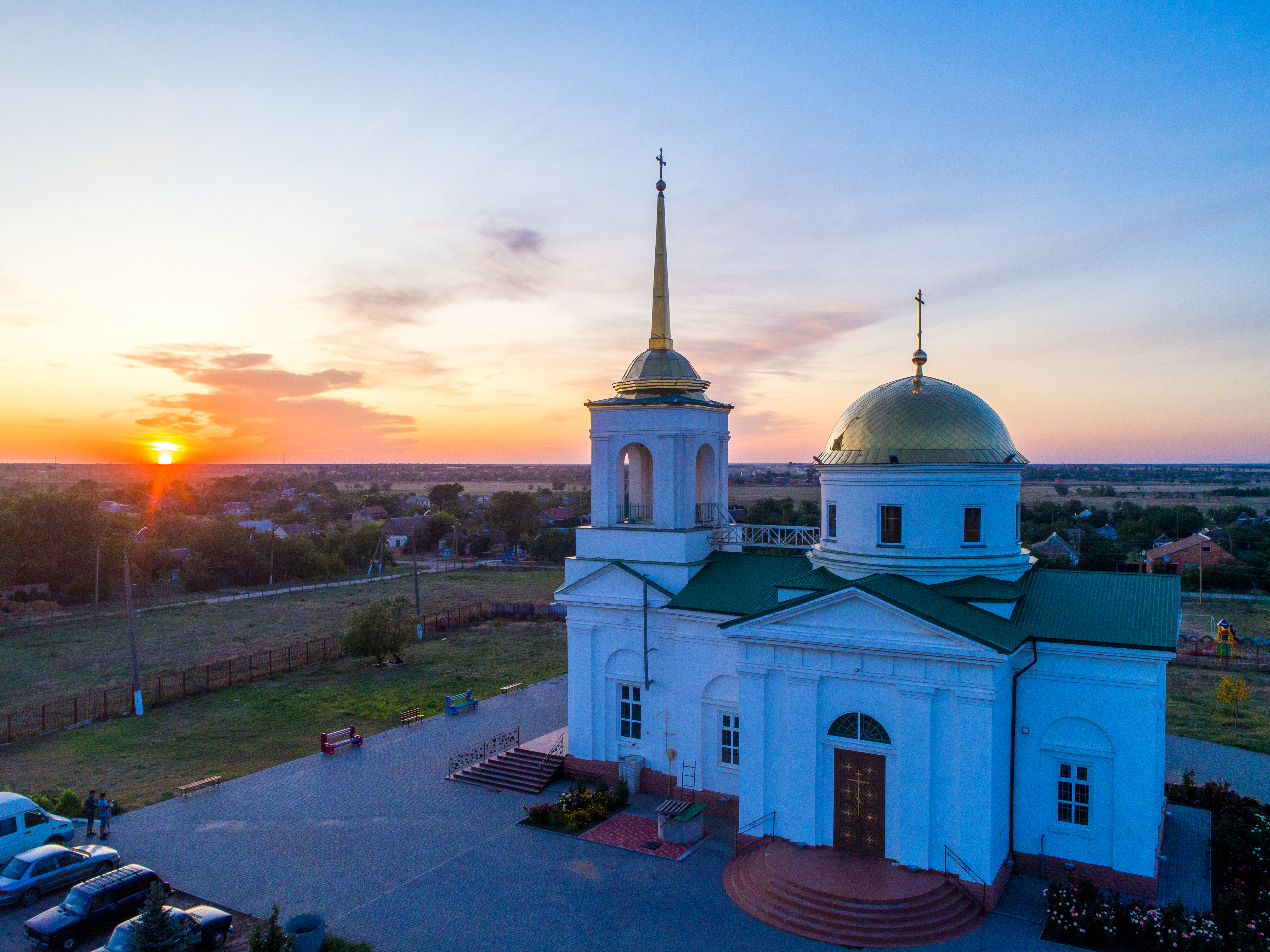
Iglesia de la Trinidad
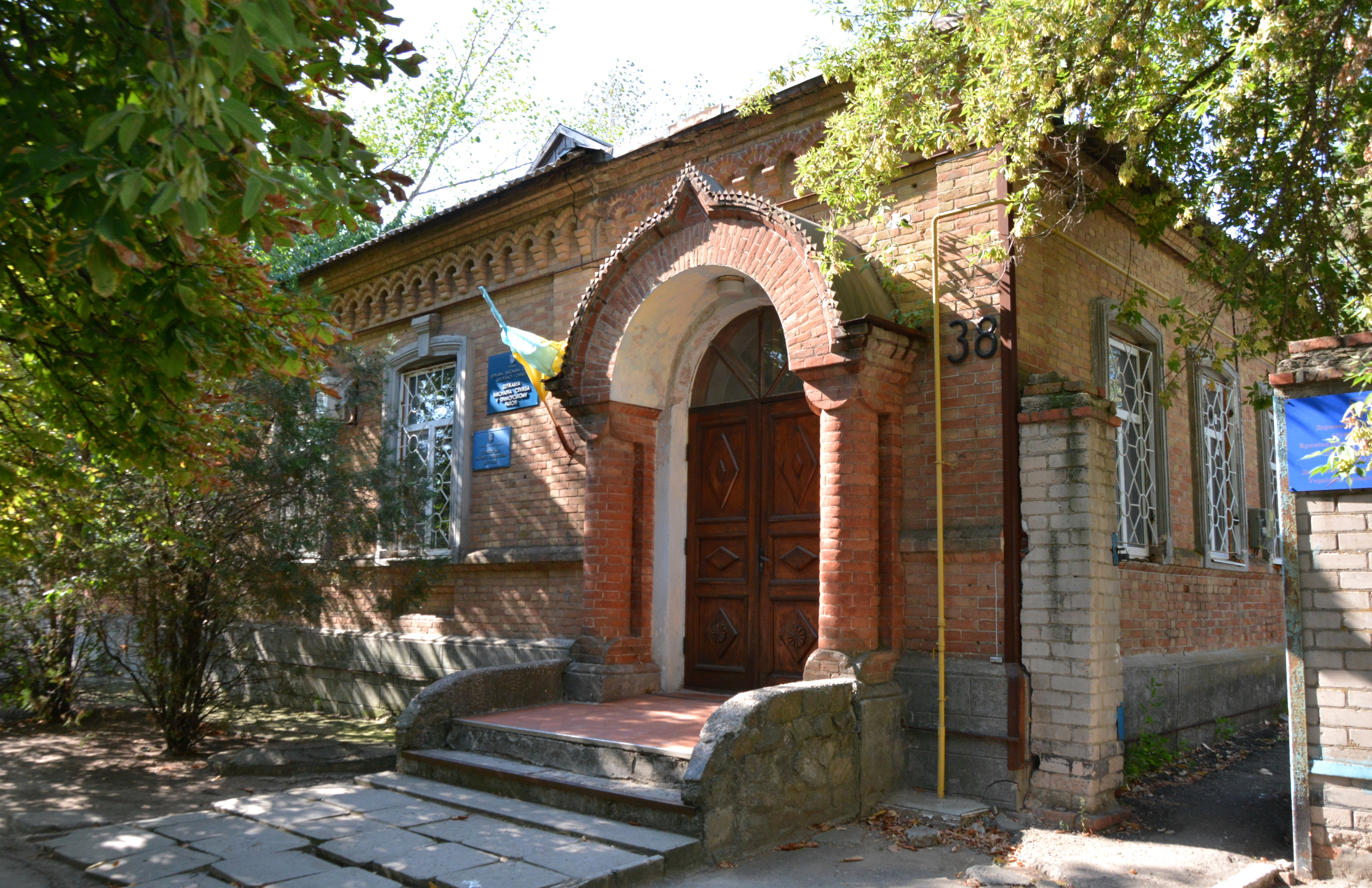
Mansión del mercader Shashkin
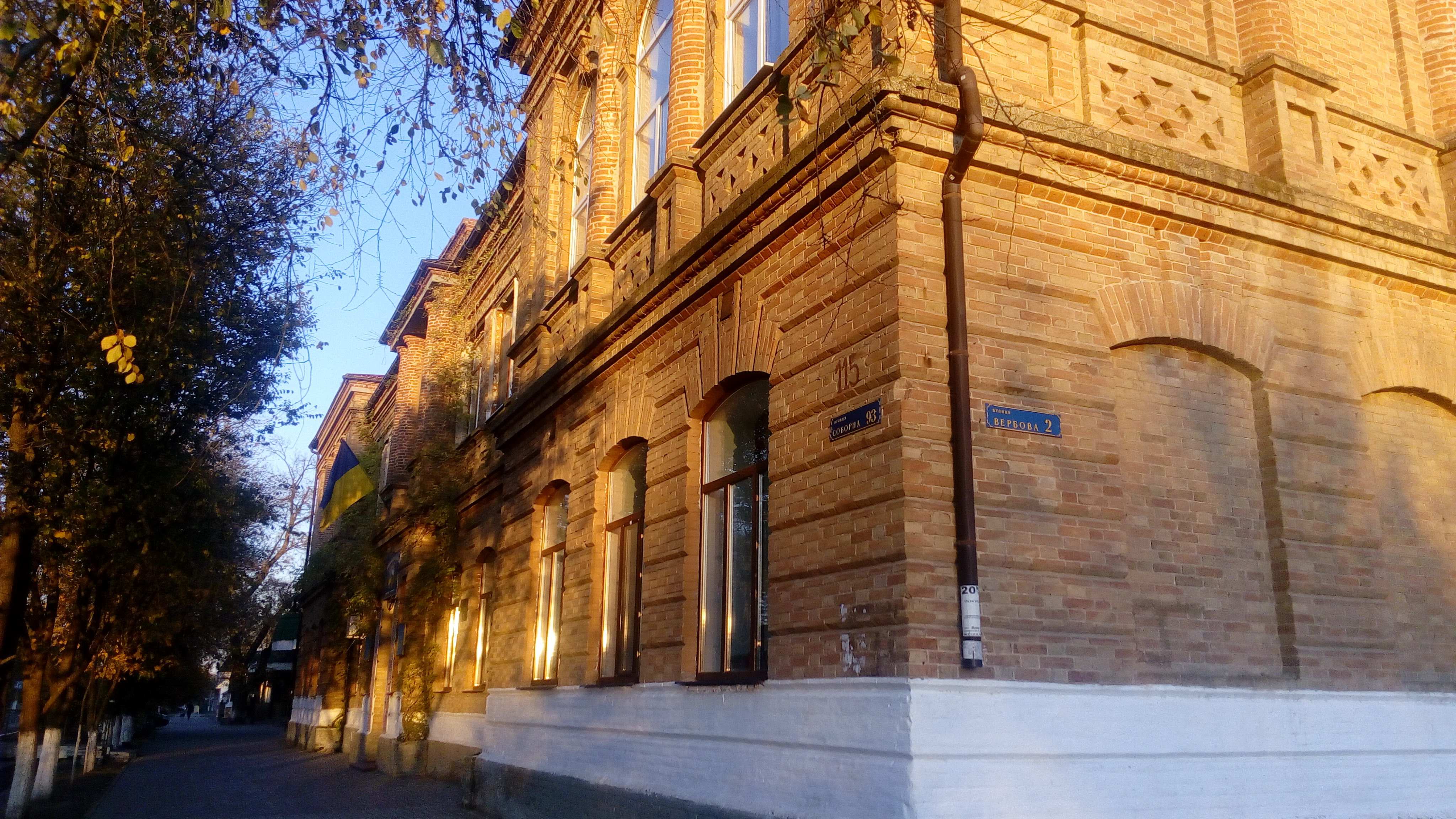
Liceo ucraniano-búlgaro
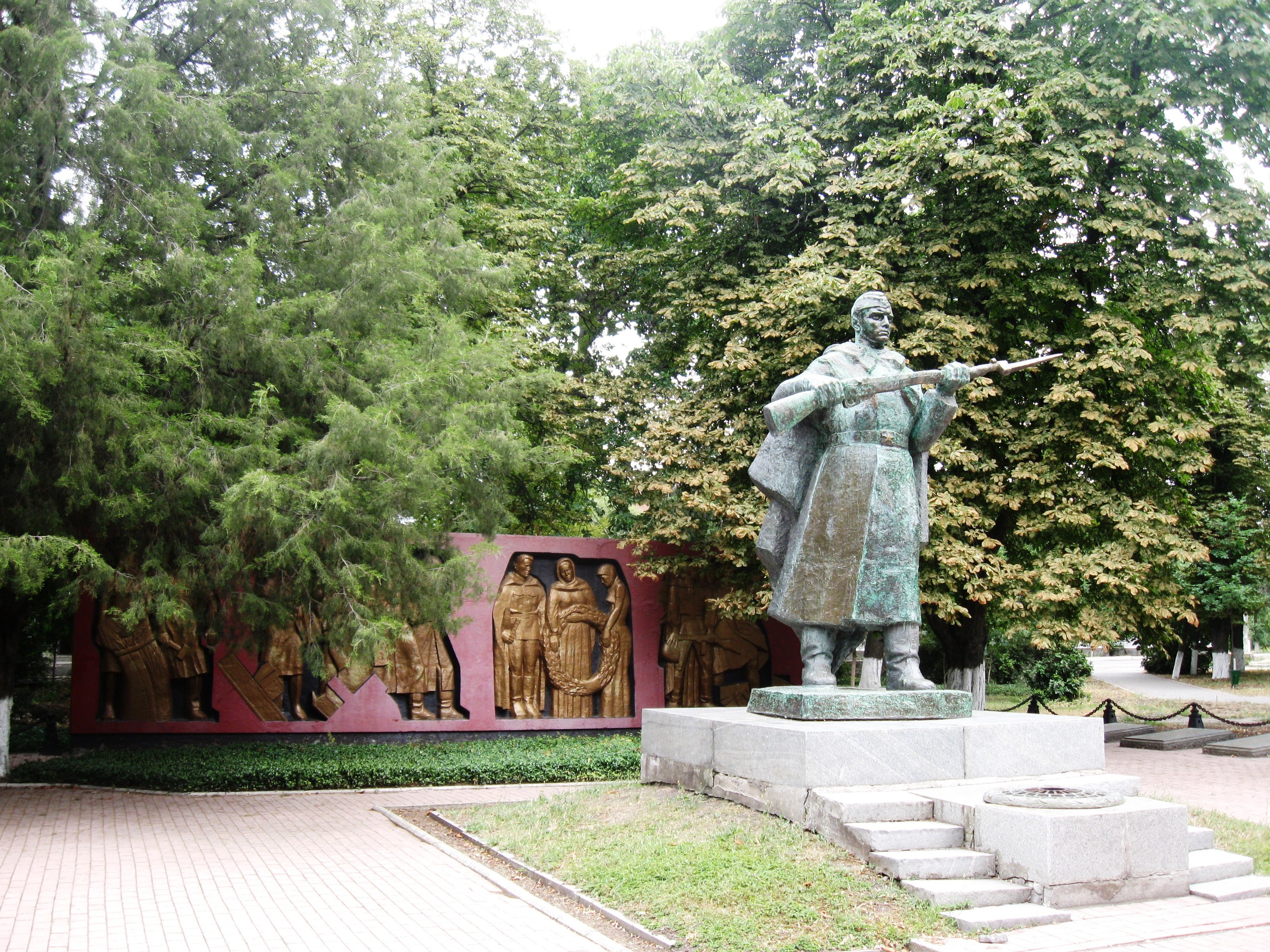
Memorial soviético de la Segunda Guerra Mundial
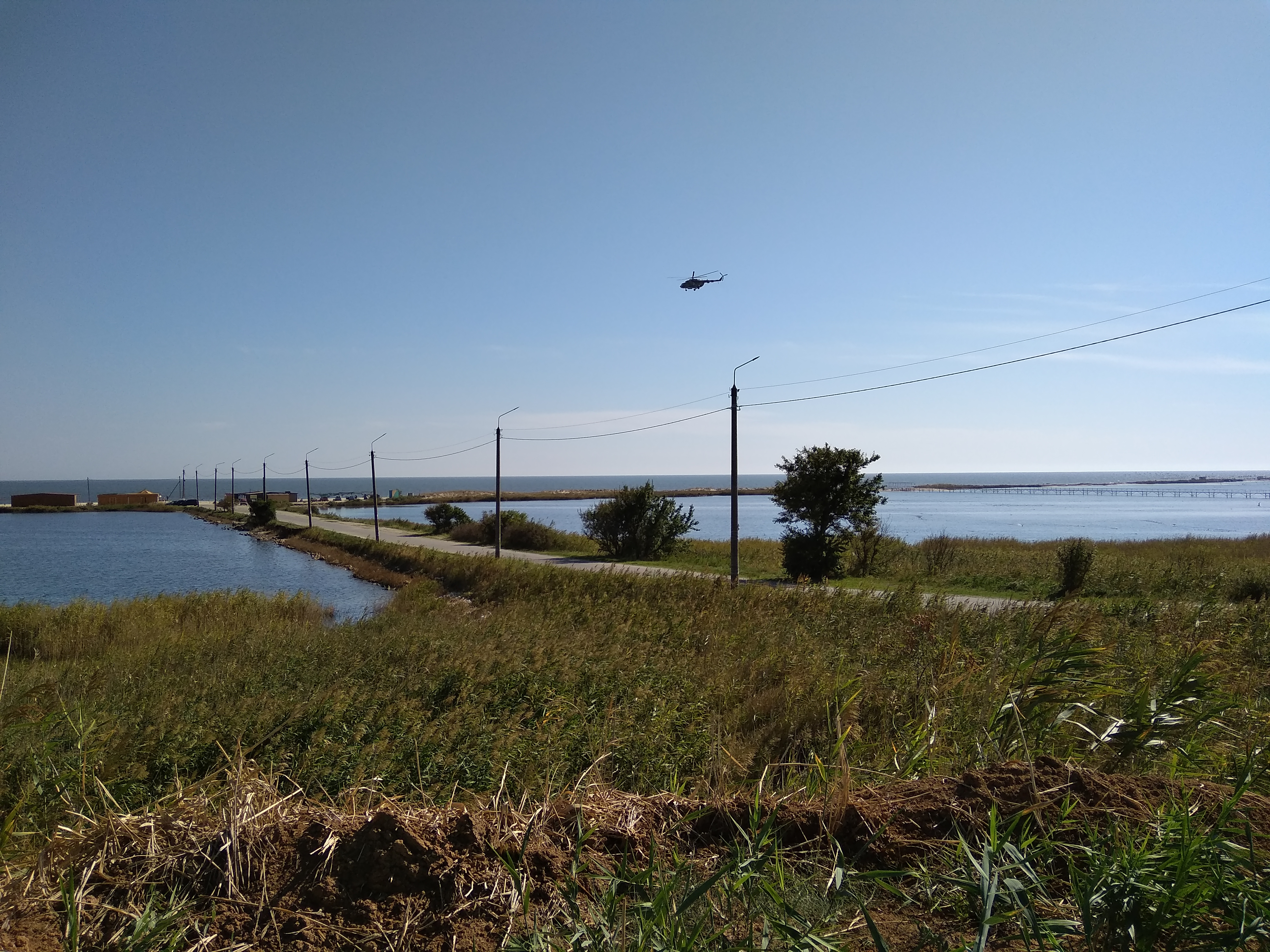
Playa en Primorsk